# Libwww
libwww (siglas de Library World Wide Web) es una API web modular del lado del cliente desarrollada para Unix y Windows. Es también el nombre de la implementación de referencia de la API de libwww.
Ha sido usada por diferentes y variadas aplicaciones, incluyendo navegadores web, editores, bots de Internet, y más. Diferentes módulos activables provistos por libwww añaden soporte para HTTP/1.1 con caché, pipelining, POST, Digest Authentication, y compresión.
El propósito de libwww es de servir como banco de pruebas para experimentos con el protocolo de manera que los desarrolladores web no tengan qué reimplementar HTTP.
Actualmente, libcurl es considerado un reemplazo moderno para libwww.